# Acacia alcockii
Acacia alcockii är en ärtväxtart som beskrevs av Bruce R. Maslin och Whibley. Acacia alcockii ingår i släktet akacior, och familjen ärtväxter. Inga underarter finns listade i Catalogue of Life.